# Moruya charadra
Moruya charadra là một loài Trichoptera trong họ Hydrobiosidae. Chúng phân bố ở miền Australasia.